# Famille von Prittwitz
La famille von Prittwitz est une ancienne famille noble silésienne très largement ramifiée, qui apparaît pour la première fois dans un document avec Petrus de Prawticz en 1283 et porte les armoiries de la famille polonaise Wczele. La dénomination uniforme avec "von Prittwitz und Gaffron " n'est adopté qu'en vertu d'un décret du bureau du héraut prussien du 29 novembre 1882.

## Armes

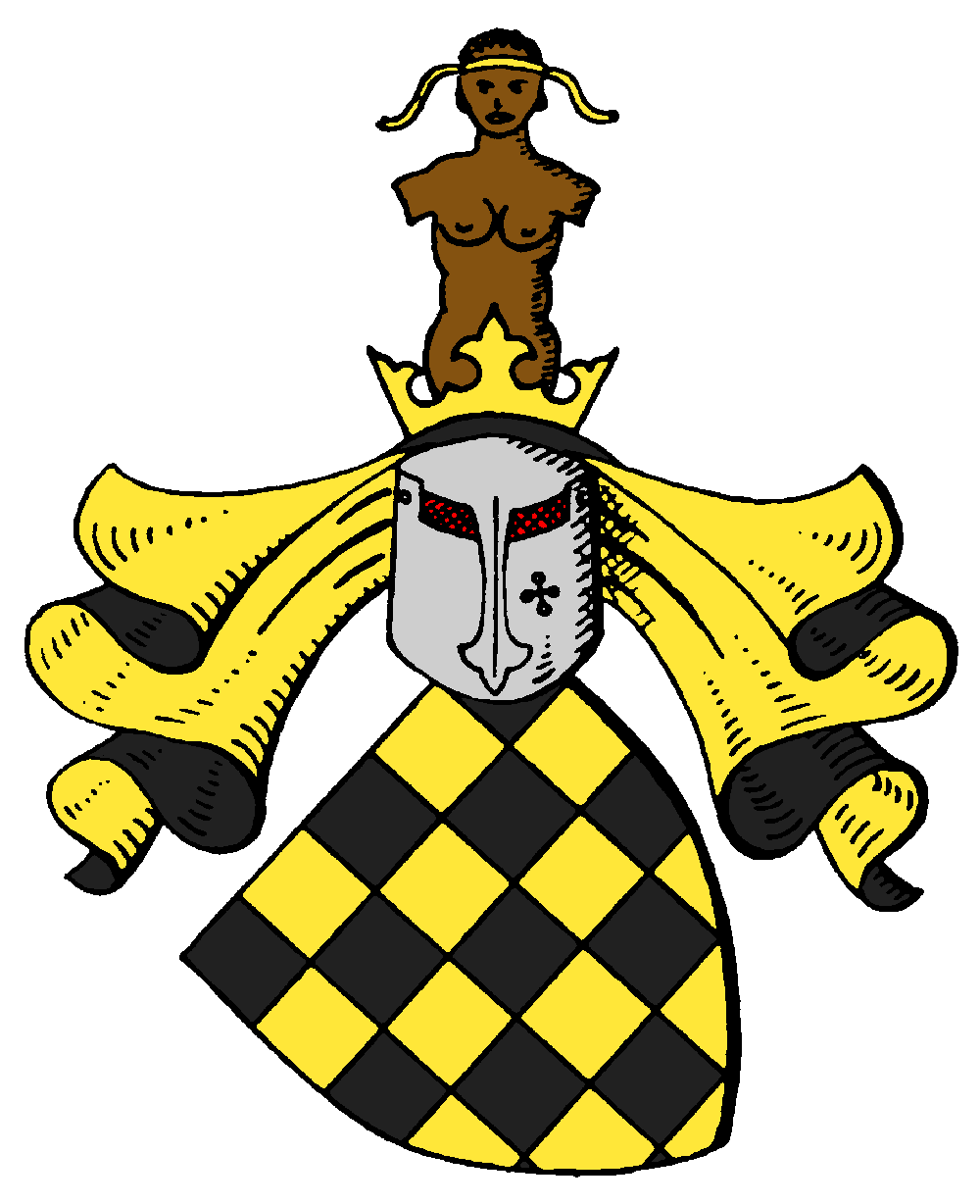
Armoiries de la famille von Prittwitz

Les armoiries sont de noir et d'or. Sur le casque noir et or, un lambrequin avec une jeune fille avec des bras tronqués et un bandeau doré qui s'envole.

## Personnalités
- Alexander von Prittwitz und Gaffron (de) (1838-1915), général de division russe
- Bernhard von Prittwitz (vers 1500-1561), officier au service de la couronne polonaise
- Bernhard von Prittwitz und Gaffron (de) (1845-1923), ancien de Haute-Silésie
- Bernhard Karl Heinrich von Prittwitz (de) (1796-1881), major général prussien et commandant de la forteresse de Thorn
- Carl von Prittwitz (de) (1797–1881), général russe de cavalerie et adjudant-général du tsar Nicolas Ier
- Carl Bernhard Freyherr von Prittwitz und Gaffron[1] de la maison Lorzendorf (1735-1786), lieutenant-colonel prussien, chambellan auprès de la reine Élisabeth-Christine de Brunswick-Wolfenbüttel-Bevern, maréchal de la cour du roi de Prusse (1786) et héritier des domaines de Krippitz et Ulsche[2] en Silésie
- Christian Wilhelm von Prittwitz (1739–1807), officier prussien dans le 7e régiment d'infanterie "Alt-Bevern", administrateur de l'arrondissement de Frankenstein-en-Silésie
- Curt von Prittwitz und Gaffron (1849–1922), amiral allemand à la suite, député de la Chambre des seigneurs de Prusse
- Erich von Prittwitz und Gaffron (de) (1888–1969), philologue allemand, fonctionnaire culturel et responsable des bains et de l'administration thermale
- Ernst von Prittwitz und Gaffron (de) (1833-1904), lieutenant-général prussien et citoyen d'honneur de Wyk auf Föhr
- Ernst Sylvius von Prittwitz (de) (1730-1800), lieutenant général prussien et adjudant général de Frédéric-Guillaume II.
- Friedrich von Prittwitz und Gaffron (de) (1884-1955), ambassadeur allemand aux États-Unis, député du Landtag de Bavière et cofondateur de la CSU (Union chrétienne-sociale)
- Friedrich Bernhard von Prittwitz (de) (1720-1793), ancien du comté d'Opole et propriétaire terrien en Basse-Silésie
- Friedrich Karl von Prittwitz (de) (1798-1849), major général russe et directeur des ingénieurs militaires et civils
- Friedrich Wilhelm Bernhard von Prittwitz (de) (1764-1843), financier à Quilitz (Neuhardenberg) et représentant de l'opposition de la noblesse prussienne
- Georg von Prittwitz und Gaffron (1861–1936), officier colonial allemand et explorateur africain
- Hans von Prittwitz (de) (1833–1880), major général russe
- Hans von Prittwitz und Gaffron (de) (1840–1916), lieutenant-général prussien
- Heinrich von Prittwitz und Gaffron (1889–1941), lieutenant-général allemand
- Joachim Bernhard von Prittwitz (1726–1793), général de cavalerie prussien, a agrandi le château de Neuhardenberg (de)
- Joachim Bernhard Hermann von Prittwitz und Gaffron (de) (1929–2013), maire de Windhoek (Namibie) 1969–1971
- Karl von Prittwitz (1790–1871), général d'infanterie prussien, citoyen d'honneur de Potsdam (1843)
- Karl von Prittwitz und Gaffron (1833–1890), major général prussien
- Kaspar Leonhard Moritz von Prittwitz (de) (1687–1746), gouverneur du duché d'Œls et président du consistoire, a rendu hommage au roi de Prusse en 1741 en tant que chef de la noblesse silésienne
- Leo von Prittwitz und Gaffron (de) (1878–1957), major général russe
- Leonhard von Prittwitz (de) (1799–1875), propriétaire foncier, juge et homme politique prussien
- Max von Prittwitz und Gaffron (de) (1876–1956), major général allemand
- Maximilian von Prittwitz (1848–1917), colonel général prussien, commandant de la 8e armée sur le front de l'Est (1914)
- Moritz von Prittwitz (de) (1747-1822), lieutenant-général prussien
- Moritz Karl Ernst von Prittwitz (1795-1885), général d'infanterie prussien et constructeur de forteresses
- Moritz von Prittwitz und Gaffron (de) (1819-1888), juge, juriste administratif et administrateur de l'arrondissement de Nimptsch et de l'arrondissement d'Ohlau
- Nicolaus von Prittwitz (de) (1835-1897), lieutenant-général russe
- Paul von Prittwitz (de) (1791-1856), lieutenant-général et sénateur russe
- Robert von Prittwitz und Gaffron (1806-1889), président du district de Breslau
- Volker von Prittwitz (de) (né en 1950), politologue allemand
- Walter von Prittwitz und Gaffron (de) (1840-1901), lieutenant-général prussien
- Wolfgang Moritz von Prittwitz (de) (1731-1812), lieutenant-général prussien